# Josh Cavallo
Joshua John Cavallo (født 13. november 1999 i Bentleigh East, Victoria) er en professionel australsk fodboldspiller, som spiller for Adelaide United. Cavallo har været på det australske U20 landshold.

## Seksualitet
Cavallo sprang ud som homoseksuel i oktober 2021. Han udtalte i den forbindelse: "Jeg håber, at jeg - ved at vise hvem jeg er - kan vise andre LGBTQ+-personer, at de er velkomne i fodboldmiljøet".
På daværende tidspunkt var Cavallo den eneste aktive professionelle fodboldspiller, der var åben omkring sin homoseksualitet. Siden Cavallo sprang ud, er yderligere to professionelle fodboldspillere sprunget ud som homoseksuelle - englænderen Jake Daniels og tjekken Jakub Jankto.
I forbindelse med VM i Qatar forbød FIFA brugen af OneLove-anførerbind, som syv lande ellers havde ønsket at benytte aktivistisk, da homoseksualitet er ulovligt i Qatar. I den forbindelse udtalte Cavallo, at han var skuffet over FIFAs beslutning.

## Privatliv
I marts 2024 blev Cavallo forlovet med sin kæreste, Leighton Morrell. Frieriet fandt sted på Coopers Stadium, hvor Cavallos klub Adelaide United holder til.